# 보로레
보로레(Borore, 사르데냐어: Bòrore)는 이탈리아 사르데냐 주 누오로도에 있는 코무네이다. 칼리아리 북쪽으로 약 110 킬로미터 (68 mi), 누오로 서쪽으로 약 50 킬로미터 (31 mi) 떨어져 있다.

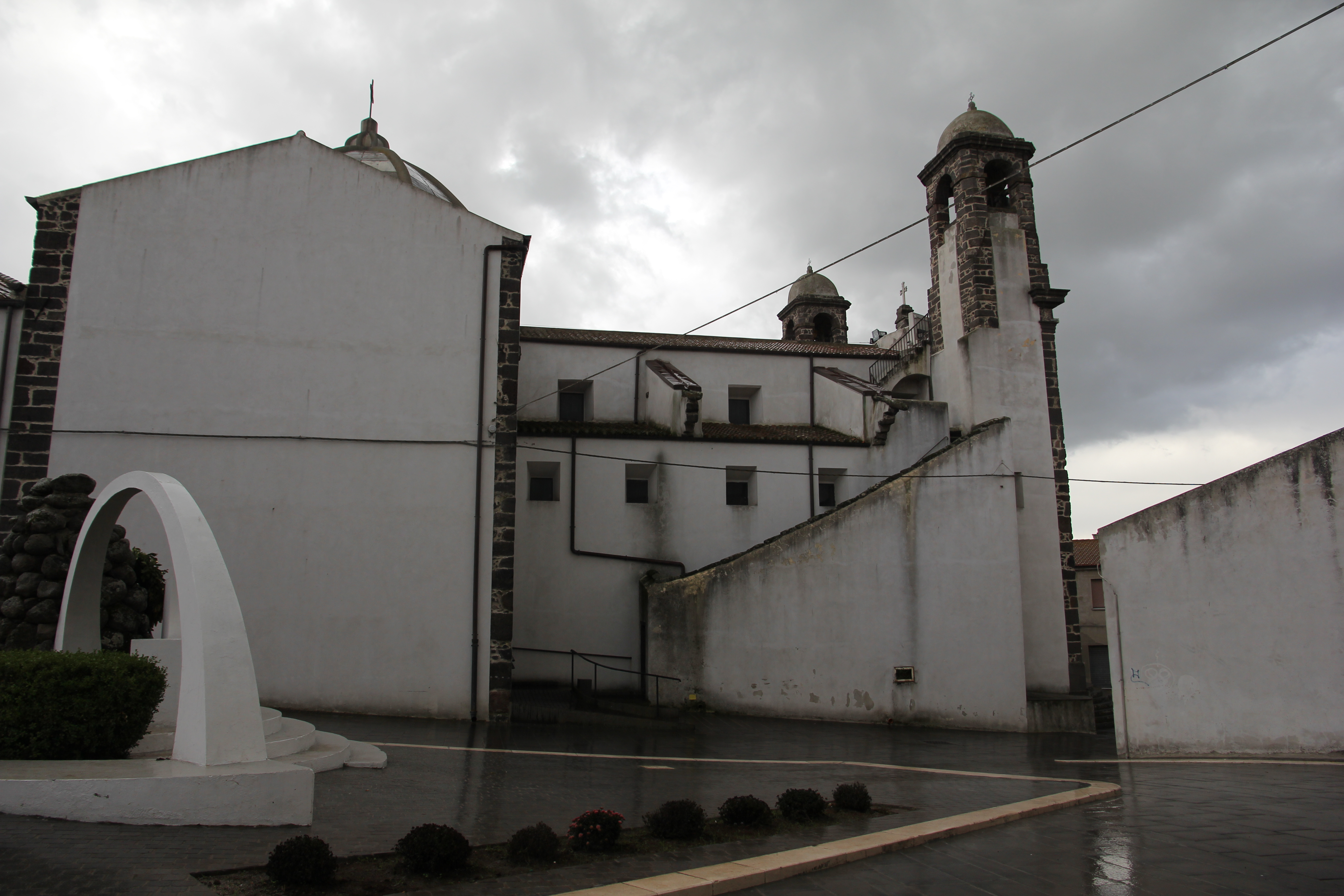
복되신 동정 마리아 승천 교회

보로레는 다음 코무네와 접한다: 아이도마조레, 비로리, 두알키, 마코메르, 노르벨로, 산투루수르주, 스카노 디 몬티페로.